# بتزی دراک
بتزی دراک (انگلیسی: Betsy Drake؛ زادهٔ ۱۱ سپتامبر ۱۹۲۳ - ۱۲ نوامبر ۲۰۱۵) یک هنرپیشه و نویسنده اهل ایالات متحده آمریکا است.